# Michail Jewgenjewitsch Fofanow
Michail Jewgenjewitsch Fofanow (russisch Михаил Евгеньевич Фофанов; georgisch მიხეილ ფოფაოვი; * 28. April 1991 in Sankt Petersburg, Russische SFSR) ist ein russisch-georgischer Eishockeytorwart, der seit 2018 bei Bakurianis Mimino in der georgischen Eishockeyliga spielt.

## Karriere
Michail Fofanow begann seine Karriere bei Lokomotiw Sankt Petersburg in seiner russischen Heimatstadt. Im Alter von 18 Jahren wechselte er zum HK Rys Podolsk in die Wysschaja Liga. Von 2011 bis 2013 spielte er bei Titan Klin in der Wysschaja Hockey-Liga und parallel für den MHK Klin in der Molodjoschnaja Chokkeinaja Liga B. Daneben absolvierte er auch einige Spiele für Volki LTU Sankt Petersburg in der Sankt Petersburger Studentenliga. Nach zwei Jahren Karrierepause spielte er von 2015 bis 2017 in der Wysschaja Hockey-Liga B. Seit 2018 steht er bei Bakurianis Mimino in der georgischen Eishockeyliga auf dem Eis. 2019, 2023 und 2024 wurde er mit dem Klub georgischer Meister.

### International
Fofanow gab sein Debüt für die georgische Nationalmannschaft bei der Weltmeisterschaft der Division II 2022. Dort spielte er auch 2023 und 2024 in der Division II. Zudem vertrat er seine Farben bei der Olympiaqualifikation für die Winterspiele in Mailand 2026.

## Erfolge und Auszeichnungen
- 2019 Georgischer Meister mit Bakurianis Mimino
- 2023 Georgischer Meister mit Bakurianis Mimino
- 2024 Georgischer Meister mit Bakurianis Mimino

### International
- 2022 Aufstieg in die Division II, Gruppe A, bei der Weltmeisterschaft der Division II, Gruppe B